# خوردگی منیزیم در محیط بدن
امروزه فلز منیزیم و آلیاژهای آن به عنوان یک فلز زیست سازگار تخریب پذیر که خواص مکانیکی بسیار مشابه با خواص مکانیکی استخوان کنسلوس را نیز داراست، در حوزه پزشکی(منیزیم آلیاژی در زیست پزشکی) به‌خصوص داربست‌های استخوانی بسیار مورد توجه قرار گرفته‌اند. از طرفی علاوه بر اینکه تخریب پذیری منیزیم به عنوان یک ویژگی مثبت اطلاق می‌شود، نرخ خوردگی بالای آن نیز به همان اندازه می‌تواند یک نکته منفی و مخرب باشد؛ لذا در قسمت بعدی علاوه بر اشاره بر تاریخچه استفاده از منیزیم به مکانیزم خوردگی منیزیم در داخل بدن و همچنین روش‌های کنترل آن نیز مختصراً پرداخته شده‌است.

## تاریخچه استفاده از منیزیم
محدودیت بارز منیزیم نرخ خوردگی بالای آن است. دانشمندان تحقیق و پژوهش در زمینه کاربردهای منیزیم به عنوان یک ماده زیست سازگار تخریب پذیر در حوزه پزشکی را از قرن ۱۹ شروع کرده و با توجه به دلایل ذکر شده و پیشرفت‌های تکنولوژیکی در راستای کنترل نرخ خوردگی آن، تحقیق‌های صورت گرفته روی خواص و کابردهای آن در این حوزه روز به روز در حال توسعه می‌باشد. اولین بار فردی به نام ادوارد در اواخر قرن نوزدهم، برای بند آوردن خونریزی بیمار در طول عمل جراحی از یک سیم خاص منیزیمی استفاده کرد. در بازه زمانی پنجاه سال بعد نیز پزشکان در برخی از زمینه‌های عروقی، اورتوپدی و به‌طور کلی پزشکی از منیزیم استفاده کردند. اروین پایر از جمله پیشگامان یک سری از تحقیق‌های در راستای به کاربردن منیزیم در حوزه‌های پزشکی در حوالی قرن بیستم بود. وی حتی به موفقیت‌هایی نیز همچون استفاده از لوله منیزیمی در عمل جراحی آناستاموزی، صفحه‌های منیزیمی برای تعویض مفصل و سایر موارد رسید.
پژوهش‌ها ها در این زمینه همچنان ادامه دارد و دانشمندان ایرانی نیز همانند خانم لوبت طیبی به بررسی و تحقیق روی داربست‌های متخلخل منیزیمی پرداخته و عملکرد خوردگی آنها را در محیط‌های آزمایشگاهی و در محیط‌های واقعی طی آزمایش‌های فراوان سنجیده‌اند.

## مکانیزمخوردگی

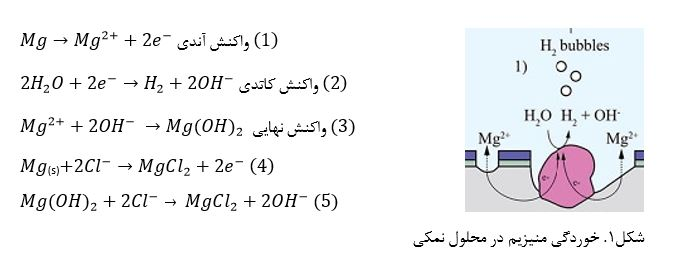
خوردگی منیزیم

نرخ خوردگی منیزم در محیط‌های آب نمکی بسیار زیاد است. خوردگی منیزیم در این محیط‌ها در دو مرحله و به شکل خوردگی الکتروشیمیایی رخ می‌دهد. به‌طور کلی هر واکنشی را که بتوان به دو واکنش جداگانه آندی و کاتدی تقسیم نمود، واکنش الکتروشیمیایی می‌نامند. در این خوردگی فلز تمایل دارد از یک سطح انرژی بالاتر به حالت پایدارتر برسد؛ لذا منیزیم تمایل دارد تحت واکنش آندی دو الکترون از دست داده و به یون منیزیم(Mg2+) تبدیل شود. از طرفی همین دو الکترون موجب انجام واکنش کاتدی ۲ می‌شود. علاوه بر گاز هیدروژن، یون هیدروکسید نیز تولید خواهد شد. یون هیدروکسید شدیداً موجب بازی شدن محیط و نهایتاً تأثیر منفی بر روی عملکرد سلول‌های بافت‌های محلی می‌شود. رشد گاز هیدروژن ایجاد شده موجب ایجاد حفره‌هایی در بافت‌های مجاور می‌شود؛ بنابراین نرخ تخریب منیزیم در محیط سیال بدن باید کنترل شده باشد تا هیچ‌گونه اثر سوئی در بافت‌های مجاور ایجاد نکند. علاوه بر موارد بالا طی واکنش نهایی ۳ که حاصل دو واکنش اول می‌باشد، یک لایه منیزیم هیدروکسید بر روی ایمپلنت‌های منیزیمی ایجاد می‌شود که لایه محافظ بسیار نازکی در مقابل خوردگی می‌باشد. وجود یون‌های کلریدی در محلول نمکی باعث تخریب این لایه هیدروکسیدی می‌شود. در محیط‌هایی با غلظت کلرید بالا، عموماً کلرید توسط سطح ایمپلنت جذب و طی واکنشی‌های ۴ و ۵ خود منیزیم و منیزیم هیدروکسید به MgCl2 تبدیل می‌شود. این ترکیب بسیار حل پذیر است؛ بنابراین باعث حل سریع لایه منیزیمی و مجدداً ایجاد لایه هیدروکسیدی و گاز هیدروژن خواهد شد که خود عامل تسریع خوردگی منیزیم می‌باشند. خوردگی در ایمپلنت‌های منیزیمی نیز عموماً بر اساس فازهای تشکیل دهنده به دو نوع محلی و خوردگی گالوانیک تقسیم می‌شود. اگر ایمپلنت ساخته شده فقط از یک فاز باشد، خوردگی محلی حفره ای رخ می‌دهد. حضور فاز دوم مانند فازهای آلیاژی موجب ایجاد خوردگی میکروگالوانیک نیز خواهد شد. چرا که فاز ثانویه به عنوان کاتد محلی عمل می‌کند. پس بنابراین با وجود اینکه خوردگی منیزیم می‌تواند به عنوان ویژگی مثبت در بسیاری از ایمپلنت‌ها به‌شمار بیاید اما از طرفی نرخ خوردگی بالای آن باید تحت کنترل درآمده و متناسب با کاربرد آن به مقادیر مناسب دلخواه نزدیک شود.
کنترل نرخ خوردگی منیزیم با کنترل عوامل تأثیرگذار بر آن امکان‌پذیر است. خوردگی منیزیم تحت تأثیر عوامل مختلفی است که در شکل نشان داده شده‌اند.

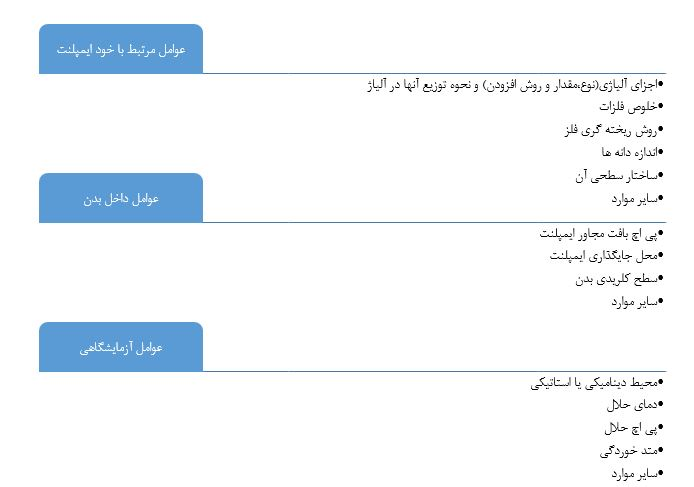
عوامل مؤثر بر خوردگی منیزیم

## کنترل خوردگی منیزیم
انتخاب عناصر آلیاژی منیزیم به منظور بهبود نرخ خوردگی آن قدم اول است؛ بنابراین ابتدا لازم است تأثیر هر کدام از عناصر آلیاژی را بر روی نرخ خوردگی منیزیم و به موازات آن بر سایر خواص دانست؛ مثلاً:

### آلومنیوم
با وجود این که آلومنیوم رایج‌ترین عنصر آلیاژی است که به منیزیم افزوده می‌شود اما در حوزه پزشکی تا به امروز نمی‌توان با قاطعیت به عنوان یک عنصر آلیاژی به کار برد چرا که حضور مقادیر زیاد آلومنیوم در بدن به دلیل رفتارهای چندگانه و کاهش جذب عناصر مفید دیگر و تغییر و اختلال در فعالیت بسیاری از آنزیم‌ها می‌تواند اثرهای منفی به همراه داشته باشد. اما آلومنیوم به‌طور کلی هم باعث بهبود استحکام و هم مقامت به خوردگی می‌شود. مکانیزیمی که این عنصر باعث بهبود خواص خوردگی منیزیم می‌شود هنوز به‌طور کامل کشف نشده‌است. از طرفی ذکر این نکته ضروری است که افزایش بیش از حد مقدار آلومنیوم در منیزیم نه تنها باعث بهبود خوردگی نمی‌شود، بلکه نرخ خوردگی را نیز به دلیل ایجاد فاز Mg17Al12 و در نتیجه خوردگی گالوانیک افزایش می‌دهد.

### کلسیم
با وجود اینکه کلسیم اثرهای مکانیکی آلومنیوم و عناصر خاکی کمیاب را ندارد، اما با ریزدانه کردن آلیاژ، خواص مکانیکی آن را نسبت به منیزیم خالص بهبود می‌بخشد. مقدار بهینه استفاده از کلسیم به منظور بهبود مقاومت خوردگی ۰٫۶ تا ۰٫۸ درصد وزنی است. همچنین همان‌طور که گفته شد فراوان‌ترین عنصر موجود در بدن انسان است و تأثیر بسزایی در عملکرد سیستم‌های مختلف بدن دارد. از همین رو شاید بتوان به جرئت گقت پژوهش‌های بسیار وسیعی بر روی اثرهای این عنصر بر روی منیزیم و بدن انسان انجام می‌شود.
در مقاله طی تحقیق‌هایی که آقای گری و همکارانش بر روی آلیاژ AZ31 انجام داده‌اند، به این نتیجه رسیده‌اند که سطح یکنواخت ایجاد شده بعد از اسید شویی و نهایتاً لایه غیرفعال ایجاد شده یکنواخت تر یا بعد از پوشش دهی از کلسیم فسفات و پلیمر اسید پلی لاکتیک بر روی منیزیم، مقاومت به خوردگی منیزیم را به صورت قابل توجهی بهبود می‌بخشد.